# Jan Pelc
Jan Pelc (* 15. dubna 1957, Podbořany) je český spisovatel, představitel českého literárního undergroundu. Většinu 80. let 20. století strávil v emigraci. Jeho styl je typický syrovostí, krutostí a explicitou, s níž popisuje zejména dekadentní život a ubíjející svět maloměstské revoltující mládeže a lidí z okraje společnosti za normalizace. Jeho nejznámějším dílem je kontroverzní třídílný román …a bude hůř, který byl i zfilmován (…a bude hůř).

## Život
Jan Pelc vyrůstal v Klášterci nad Ohří. V letech 1972–74 studoval střední školu v Mladé Boleslavi, odkud byl ale vyhozen, načež roku 1977 absolvoval (stejně jako jeho otec) učební obor strojní zámečník v učilišti podniku ZKL Klášterec. Tomuto řemeslu se ostatně učil i Olin, hlavní postava Pelcova stěžejního románu ...a bude hůř. Po dvouleté vojenské službě Pelc pracoval v prunéřovské elektrárně.
Roku 1981 Pelc emigroval přes Jugoslávii, Itálii a Rakousko do Francie, což je trasa, kterou kopíruje putování Olina v poslední, třetí části románu. Po několikaměsíčním pobytu v Marseille se Pelc usadil v Paříži, kde v letech 1982 až 1990 pracoval v redakci čtvrtletníku Svědectví, jehož šéfredaktorem byl Pavel Tigrid a v němž byla otištěna ukázka Dětí ráje, prostředního dílu románu …a bude hůř. V Paříži Pelc v roce 1983 řídil také knižní edici Světlík. Paralelně s tím vydával Kus řeči, které vyšlo v pěti číslech. V době své emigrace se také podílel na programu rozhlasové stanice Svobodná Evropa.
Po Sametové revoluci se Pelc vrátil a žil v Praze, ale rád se vracel do Paříže, kde v polovině devadesátých let necelý rok i pracoval na českém velvyslanectví. Později se přestěhoval do Břeclavi, odkud pochází jeho žena.

## Dílo
Pelc přispíval do mnichovské Národní politiky, římských Listů, vídeňského Paternosteru nebo do samizdatového časopisu Vokno. Je také autorem rozsáhlého rozhovoru s Mejlou Hlavsou - Bez ohňů je underground.
Jeho trojromán …a bude hůř vznikal tak, že jako první byl napsán druhý díl, následně třetí a poté první. Pelc se snaží o věrné napodobení jazyka undergroundové mládeže. Pro román je typická konkrétnost a otevřený popis scén, kdy se Olin a jeho přátelé ocitají v alkoholovém nebo drogovém deliriu. Explicitně popsané – a také velmi frekventované – jsou sexuální scény. Na svou trilogii Jan Pelc volně navázal prózou …a výstupy do údolí (2000, uprav. 2001). V ještě větší míře se podobně expresivní monology i dialogy a detailně vykreslené lačné sexuální akty soustředí v novele Šmírák (2002). Sexuální voyeurství je zde stavěno na stejně patologickou rovinu jako normalizační šmírování.
Sexualitou protkané jsou také Pelcovy kratší prózy, …a povídky aneb Sexuální mizérie a jiné story (1991), …a máš mě rád? (1995, rozšiř. 1999), založené na jednoduché dějové kostře. „Paradoxní spojení kontrastních stránek lidského života“ nacházíme nejen v jeho povídkách, ale i v novele …a to mi nemůžete udělat. Téma nadsázky vyvrcholilo v novele Basket Flora (Šéf přichází, 2004; Démon zločinu kandiduje, 2006), kde se policejní velitel projevuje po morální stránce poklesleji než pronásledovaní zločinci.
Pelc v některých svých novějších textech, například …a golpotoni táhnou (2002) nebo …a vyberte si (2004), kombinuje prvky sci-fi s politicko-společenskými reflexemi. V případě díla …a poslední kouř (2006) psané slovo doplnil o fotodokumentaci. Fotografiemi je opatřená také Kauai (2009), mapující autorovu cestu na Havaj a obracející se vzpomínkami k Pavlu Tigridovi a ke všemu, co minulý režim dal a vzal.

### Díla
- …a bude hůř (1990)
- …a povídky aneb Sexuální mizérie a jiné story (1991)
- Bez ohňů je underground (1992)
- …a to mi nemůžete udělat (1993)
- Basket Flora (1995)
- …a máš mě rád? (1995)
- …a výstupy do údolí (2000)
- Šmírák (2002)
- …a golpotoni táhnou (2002)
- …a vyberte si (2004)
- Basket Flora I. – Šéf přichází (2004)
- Basket Flora II. – Démon zločinu kandiduje (2006)
- …a poslední kouř (2006)
- Kauai (2009)